# Federazione (diritto privato e amministrativo)
In generale, la federazione (dal latino foedus, 'patto, alleanza') è un ente costituito dall'associazione di più enti che, in tal modo, pur mantenendo la propria organizzazione, danno vita ad organi unitari per perseguire scopi comuni. Quando ad essere raggruppati sono enti diversi dagli stati, si può usare come sinonimo il termine confederazione, mentre nel caso degli stati i due termini hanno significati differenti.
Tra i più noti esempi di federazione fra enti diversi dagli stati si possono ricordare le federazioni e confederazioni sindacali (anche a livello sovranazionale, come la Confederazione Europea dei Sindacati) e le federazioni sportive. 
In casi del genere la federazione ha natura giuridica di associazione di diritto privato, non necessariamente riconosciuta, o di ente pubblico corporativo, fermo restando che possono anche esistere federazioni di diritto privato fra enti pubblici o federazioni di diritto pubblico fra enti privati (ne è un esempio, in Italia, il CONI). Non è infrequente l'esistenza di federazioni a più livelli e, quindi, di federazioni a loro volta costituite da federazioni.
Sovente lo schema federativo è utilizzato per dare un'articolazione territoriale ad un'associazione complessa, quale un partito politico, prevedendo un'organizzazione di base, diffusa più o meno capillarmente sul territorio, eventualmente uno o più livelli federativi intermedi, che raggruppano le organizzazioni di livello inferiore in ambiti territoriali via via più ampi, e un livello federativo nazionale.